# Groß Meckelsen
Groß Meckelsen település Németországban, azon belül Alsó-Szászország tartományban. Lakosainak száma 515 fő (2023. december 31.).

## Népesség
A település népességének változása:
| Lakosok száma | 477  | 478  | 511  | 517  | 513  | 515  |
|               | 2016 | 2017 | 2019 | 2021 | 2022 | 2023 |